# Tercera A de Chile 2010
El Torneo Oficial de la Tercera División A "Copa Diario La Cuarta" corresponde al principal campeonato disputado en la Serie C del fútbol chileno, durante 2010. Participan 15 equipos, con jugadores nacionales menores de 23 años, razón por la cual el torneo, en todas sus ediciones, es conocido como Torneo Nacional Tercera A Sub-23.
Trece de los dieciséis equipos participantes quedaron clasificados para este torneo durante la temporada anterior. Deportes Quilicura y Municipal La Pintana se sumaron al ganar el campeonato de Tercera B. El otro participante es Deportes Melipilla, desafiliado en 2009 de la Primera B.
A principios de año, el club AGC Provincial Cabildo decidió retirarse de la competencia, dejando un cupo libre para equipos de Tercera B. La disputa por aquel puesto enfrentó a Deportes Santa Cruz y Provincial Talagante, siendo el elenco talagantino el ganador de la llave y por lo cual pudo participar este año en el torneo. Otro participante que a solo días del inicio del torneo abandonó el campeonato fue Unión Quilpué, cuya vacante no fue llenada.
El torneo comenzó el 24 de abril y finalizó el 11 de diciembre. El ganador fue Magallanes quien, al cabo de dos fases, logró el ascenso a Primera B. 
El descendido a Tercera B fue Linares Unido, quien perdió el partido de definición con Deportes Quilicura, el que a su vez, retuvo la categoría al vencer en la Liguilla de Promoción a Rengo Unido.

## Modalidad
El campeonato se juega en dos fases y con divisiones zonales de los equipos.
- En la Primera fase, los 15 equipos participantes son divididos en dos grupos, uno con 7 y otro con 8 equipos: éstos son el Zona Norte y el Zona Sur. Los 4 primeros equipos de cada grupo clasificarán a la Liguilla Final.

- En la Segunda fase, el equipo que logre el primer lugar de la Liguilla Final se coronará como Campeón de la Tercera A 2010 y ascenderá a Primera B.

En el otro frente, los 4 últimos equipos de cada grupo disputarán Liguillas de descenso. Los 2 equipos que ocupen el último lugar de cada grupo jugarán una llave para ver quien desciende a la Tercera B.
El otro deberá jugar la Liguilla de Promoción con el 3º de Tercera B.

## Equipos participantes
| Equipo                | Entrenador           | Entrenador           | Comuna       | Estadio                             | Capacidad |
| --------------------- | -------------------- | -------------------- | ------------ | ----------------------------------- | --------- |
| Barnechea             | Bandera de Chile     | Nelson Soto          | Lo Barnechea | Deportivo Lo Barnechea              | 1.800     |
| Colchagua             | Bandera de Chile     | Juan Carreño         | San Fernando | Jorge Silva Valenzuela              | 5.900     |
| Arturo Fernández Vial | Bandera de Chile     | Yuri Fernández       | Concepción   | Municipal de Concepción             | 29.000    |
| Iberia                | Bandera de Chile     | Jaime Nova           | Los Ángeles  | Municipal                           | 4.150     |
| Municipal La Pintana  | Bandera de Chile     | Juan Carlos Letelier | La Pintana   | Municipal de La Pintana             | 6.000     |
| Linares Unido         | Bandera de Chile     | Guillermo Pérez      | Linares      | Municipal de Linares                | 7.000     |
| Magallanes            | Bandera de Chile     | Osvaldo Hurtado      | Maipú        | Santiago Bueras                     | 5.000     |
| Municipal Mejillones  | Bandera de Chile     | Jaime Carreño        | Mejillones   | Municipal de Mejillones             | 1.500     |
| Deportes Melipilla    | Bandera de Chile     | Luis Abarca          | Melipilla    | Roberto Bravo S.                    | 6.500     |
| Deportes Ovalle       | Bandera de Chile     | Francisco Pérez      | Ovalle       | Municipal de Monte Patria           | 7.000     |
| Provincial Talagante  | Bandera de Chile     | Patricio Maibbe      | Talagante    | Lucas Pacheco Toro                  | 2.883     |
| Deportes Quilicura    | Bandera de Chile     | Hernán Castro        | Quilicura    | Municipal de Quilicura              | 1.225     |
| San Antonio Unido     | Bandera de Chile     | Italo Díaz           | San Antonio  | Municipal Dr. Olegario Henríquez E. | 2.025     |
| Deportes Temuco       | Bandera de Argentina | Daniel Zelaya        | Temuco       | Bicentenario Germán Becker          | 18.125    |
| Trasandino            | Bandera de Chile     | Christián Muñoz      | Los Andes    | Regional de Los Andes               | 2.800     |

## Equipos porregión
| Región        | N.º | Equipos |
| ------------- | --- | --- |
| Metropolitana | 6   | Barnechea, Municipal La Pintana, Magallanes, Deportes Melipilla, Deportes Quilicura y Provincial Talagante |
| Valparaíso    | 2   | San Antonio Unido y Trasandino                                                                             |
| Biobío        | 2   | Fernández Vial e Iberia                                                                                    |
| Antofagasta   | 1   | Municipal Mejillones                                                                                       |
| Coquimbo      | 1   | Deportes Ovalle                                                                                            |
| O'Higgins     | 1   | Colchagua                                                                                                  |
| Maule         | 1   | Linares Unido                                                                                              |
| Araucanía     | 1   | Deportes Temuco                                                                                            |

## Primera fase
Fecha de actualización: 22 de agosto de 2010

### Zona Norte

#### Resultados
| Local \ Visita       | BRN | DOV | QUI | MEJ | SAU | TAL | TRA |
| -------------------- | --- | --- | --- | --- | --- | --- | --- |
| Barnechea            |     | 2–1 | 5–1 | 3–0 | 0–0 | 0–1 | 0–1 |
| Deportes Ovalle      | 1–4 |     | 3–0 | 3–3 | 0–0 | 0–1 | 0–0 |
| Deportes Quilicura   | 0–2 | 0–0 |     | 1–1 | 1–1 | 3–1 | 3–1 |
| Municipal Mejillones | 2–2 | 4–1 | 3–1 |     | 1–0 | 2–0 | 1–1 |
| San Antonio Unido    | 2–2 | 0–1 | 0–0 | 1–5 |     | 0–1 | 0–2 |
| Provincial Talagante | 0–2 | 5–4 | 0–0 | 0–2 | 1–2 |     | 0–3 |
| Trasandino           | 2–0 | 3–1 | 1–2 | 4–2 | 2–1 | 0–0 |     |

#### Tabla de posiciones
| Pos | Equipo               | Pts | PJ | PG | PE | PP | GF | GC | DIFG |
| --- | -------------------- | --- | -- | -- | -- | -- | -- | -- | ---- |
| 1   | Trasandino           | 24  | 12 | 7  | 3  | 2  | 20 | 11 | 9    |
| 2   | Municipal Mejillones | 22  | 12 | 6  | 4  | 2  | 26 | 17 | 9    |
| 3   | Barnechea            | 21  | 12 | 6  | 3  | 3  | 22 | 11 | 11   |
| 4   | Provincial Talagante | 14  | 12 | 4  | 2  | 6  | 10 | 18 | –8   |
| 5   | Deportes Quilicura   | 14  | 12 | 3  | 5  | 4  | 12 | 18 | –6   |
| 6   | Deportes Ovalle      | 10  | 12 | 2  | 4  | 6  | 16 | 23 | –7   |
| 7   | San Antonio Unido    | 8   | 12 | 1  | 5  | 6  | 7  | 16 | –9   |

### Zona Sur

#### Resultados
| Local \ Visita        | COL | MEL | DT  | AFV | IBR | LIN | MAG | MLP |
| --------------------- | --- | --- | --- | --- | --- | --- | --- | --- |
| Colchagua             |     | 1–1 | 1–0 | 3–2 | 0–0 | 1–1 | 0–2 | 1–0 |
| Deportes Melipilla    | 2–1 |     | 2–1 | 2–0 | 0–3 | 1–2 | 0–0 | 0–1 |
| Deportes Temuco       | 0–0 | 3–2 |     | 3–0 | 0–2 | 1–2 | 1–2 | 3–0 |
| Arturo Fernández Vial | 1–2 | 1–1 | 1–0 |     | 0–1 | 3–2 | 1–4 | 3–1 |
| Iberia                | 5–2 | 2–1 | 1–0 | 2–1 |     | 2–2 | 1–2 | 0–0 |
| Linares Unido         | 1–0 | 0–2 | 2–3 | 2–2 | 0–1 |     | 1–2 | 2–0 |
| Magallanes            | 0–0 | 4–2 | 4–0 | 4–2 | 1–2 | 5–1 |     | 3–0 |
| Municipal La Pintana  | 1–3 | 2–3 | 1–2 | 1–0 | 0–2 | 2–1 | 1–3 |     |

#### Tabla de posiciones
| Pos | Equipo                | Pts | PJ | PG | PE | PP | GF | GC | DG  |
| --- | --------------------- | --- | -- | -- | -- | -- | -- | -- | --- |
| 1   | Magallanes            | 35  | 14 | 11 | 2  | 1  | 36 | 12 | 24  |
| 2   | Iberia                | 33  | 14 | 10 | 3  | 1  | 24 | 9  | 15  |
| 3   | Deportes Melipilla    | 18  | 14 | 5  | 3  | 6  | 19 | 21 | –2  |
| 4   | Colchagua             | 18  | 14 | 4  | 6  | 4  | 16 | 18 | –2  |
| 5   | Deportes Temuco       | 16  | 14 | 5  | 1  | 8  | 17 | 20 | –3  |
| 6   | Linares Unido         | 15  | 14 | 4  | 3  | 7  | 18 | 25 | –7  |
| 7   | Arturo Fernández Vial | 11  | 14 | 3  | 2  | 9  | 17 | 28 | –11 |
| 8   | Municipal La Pintana  | 11  | 14 | 3  | 2  | 9  | 10 | 26 | –17 |

|  | Clasificado a la Fase final. |

## Octogonal final
Nota 1: Trasandino y Magallanes fueron bonificados con 3 puntos.
Nota 2: Municipal Mejillones e Iberia fueron bonificados con 2 puntos.
Nota 3: Barnechea y Deportes Melipilla fueron bonificados con 1 punto.
Nota 4: Provincial Talagante y Colchagua No fueron bonificados y arrancaron la liguilla sin puntos.
Fecha de actualización: 11 de diciembre

### Liguilla Por el Título
Para ver los resultados de los partidos, ver el Anexo

#### Resultados
| Local \ Visita       | TRA | MEJ | BRN | TAL | MAG | IBR | MEL | COL |
| -------------------- | --- | --- | --- | --- | --- | --- | --- | --- |
| Trasandino           |     | 3–2 | 1–1 | 2–1 | 3–1 | 1-1 | 2–0 | 3–2 |
| Municipal Mejillones | 0–1 |     | 0–1 | 2–2 | 2–1 | 2–1 | 0–5 | 3–1 |
| Barnechea            | 1–2 |     |     | 4–1 | 0–6 | 0–0 | 5–0 | 1–1 |
| Provincial Talagante | 2–3 | 0–1 | 0–3 |     | 0-4 | 2–3 | 1–2 | 1–1 |
| Magallanes           | 3–1 | 4–1 | 0–0 | 3–0 |     | 1–0 | 4-1 | 2–1 |
| Iberia               | 2–1 | 0–0 | 0–3 | 4–1 | 2–3 |     | 1-0 | 2–0 |
| Deportes Melipilla   | 4–3 | 3–4 | 1–2 | 3–2 | 3–2 | 0–1 |     | 0–1 |
| Colchagua            | 0–1 | 2–0 | 0–2 | 3–1 | 2–5 | 4–3 |     |     |

| Pos | Equipos              | Pts | PJ | PG | PE | PP | GF | GC | DG  | Bonif |
| --- | -------------------- | --- | -- | -- | -- | -- | -- | -- | --- | ----- |
| 1   | Magallanes           | 34  | 14 | 10 | 1  | 3  | 39 | 16 | 23  | 3     |
| 2   | Trasandino           | 32  | 14 | 9  | 2  | 3  | 27 | 20 | 7   | 3     |
| 3   | Barnechea            | 26  | 13 | 7  | 4  | 2  | 23 | 12 | 11  | 1     |
| 4   | Iberia               | 23  | 14 | 6  | 3  | 5  | 20 | 18 | 2   | 2     |
| 5   | Municipal Mejillones | 19  | 13 | 5  | 2  | 6  | 17 | 24 | –7  | 2     |
| 6   | Deportes Melipilla   | 16  | 13 | 5  | 0  | 8  | 22 | 28 | –6  | 1     |
| 7   | Colchagua            | 14  | 13 | 4  | 2  | 7  | 18 | 24 | –6  | 0     |
| 8   | Provincial Talagante | 2   | 14 | 0  | 2  | 12 | 14 | 38 | –24 | 0     |

PJ = Partidos Jugados; G = Partidos Ganados; E = Partidos empatados; P = Partidos perdidos; GF = Goles a favor; GC = Goles en contra; DIF = Diferencia de goles; Pts = Puntos; Bonif = Puntos de bonificación

## Campeón
| Chile                                   |
| Magallanes Asciende a la Primera B 2011 |

### Liguilla Descenso Norte

#### Resultados
| Local \ Visita     | QUI | DOV | SAU |
| ------------------ | --- | --- | --- |
| Deportes Quilicura |     | 0–1 | 2–1 |
| Deportes Ovalle    | 3–1 |     | 2–4 |
| San Antonio Unido  | 0–0 | 0–0 |     |

#### Tabla
| Pos | Equipo             | Pts | PJ | PG | PE | PP | GF | GC | DIF |
| --- | ------------------ | --- | -- | -- | -- | -- | -- | -- | --- |
| 1   | Deportes Ovalle    | 7   | 4  | 2  | 1  | 1  | 6  | 5  | 1   |
| 2   | San Antonio Unido  | 5   | 4  | 1  | 2  | 1  | 5  | 4  | 1   |
| 3   | Deportes Quilicura | 4   | 4  | 1  | 1  | 2  | 3  | 5  | –2  |

- Deportes Ovalle y San Antonio Unido, se mantienen en Tercera A para la Temporada 2011.
- Deportes Quilicura deberá jugar el Repechaje de Descenso.

### Liguilla Descenso Sur

#### Resultados
| Local \ Visita        | DT  | LIN | AFV | MLP |
| --------------------- | --- | --- | --- | --- |
| Deportes Temuco       |     | 1–0 | 2–1 | 3–1 |
| Linares Unido         | 3–1 |     | 0–0 | 2–0 |
| Arturo Fernández Vial | 0–0 | 4–0 |     | 2–0 |
| Municipal La Pintana  | 5–2 | 7–0 | 3–0 |     |

#### Tabla
| Pos | Equipo                | Pts | PJ | PG | PE | PP | GF | GC | DIF |
| --- | --------------------- | --- | -- | -- | -- | -- | -- | -- | --- |
| 1   | Deportes Temuco       | 10  | 6  | 3  | 1  | 2  | 9  | 10 | -1  |
| 2   | Municipal La Pintana  | 9   | 6  | 3  | 0  | 3  | 16 | 9  | 7   |
| 3   | Arturo Fernández Vial | 8   | 6  | 2  | 2  | 2  | 7  | 5  | 2   |
| 4   | Linares Unido         | 7   | 6  | 2  | 1  | 3  | 5  | 13 | –8  |

- Deportes Temuco,  Municipal La Pintana y Arturo Fernández Vial, se mantienen en Tercera A para la Temporada 2011.
- Linares Unido deberá jugar el Repechaje de Descenso.

|  | Permanece en la Tercera A 2011                                   |
|  | Jugará un Partido de Definición por el Descenso a Tercera B 2011 |

## Repechaje descenso
Deportes Quilicura, último de la Zona Norte, y Linares Unido, último de la Zona Sur de la Liguilla del Descenso de la Tercera A 2010, debieron jugar en partidos de ida y vuelta.
| 1 de noviembre de 2010 | Linares Unido     | 1:3 (1:1) | Deportes Quilicura            | Estadio Municipal de Linares, Linares                      |                                                            |
|                        | Monroy 38' (pen.) |           | Cárcamo 45' 62' · Meneses 85' | Asistencia: 240 espectadores Árbitro(s): Gonzalo Calandria | Asistencia: 240 espectadores Árbitro(s): Gonzalo Calandria |

| 7 de noviembre de 2010 | Deportes Quilicura        | 2:2 (0:2) | Linares Unido            | Estadio Municipal de Quilicura, Quilicura (Santiago) |                             |
|                        | Pardo 103' · Cárcamo 110' |           | Núñez 38' · González 41' | Asistencia: 23 espectadores                          | Asistencia: 23 espectadores |

Deportes Quilicura ganó 2-0 en el alargue y clasificó para jugar la Liguilla de Promoción contra Rengo Unido, que terminó 3º en Tercera B. Linares Unido desciende a Tercera B para la Temporada 2011.

## Liguilla de promoción
Deportes Quilicura, ganador del Partido de Definición por el Descenso a Tercera B 2011 ante Linares Unido, jugará la Liguilla de Promoción contra Rengo Unido, ganador del Repechaje por el 3º lugar de la Tercera B de Chile 2010 ante Sportverein Jugendland.
| Rengo Unido        | 0-0         | Deportes Quilicura | Municipal Guillermo Guzmán Díaz | 20 de noviembre de 2010 | 20.00 |
| Deportes Quilicura | 1 (6)-1 (5) | Rengo Unido        | Municipal de Quilicura          | 28 de noviembre de 2010 | 17.00 |

Deportes Quilicura ganó la llave y permanece en Tercera A 2011, mientras Rengo Unido permanece en la Tercera B 2011.

## Estadísticas
- Fecha de actualización: 12 de diciembre[2]

| Jugador          | Jugador                   | Goles | Equipo               |
| ---------------- | ------------------------- | ----- | -------------------- |
| Bandera de Chile | Patricio Salas            | 29    | Magallanes           |
| Bandera de Chile | Javier Parraguez          | 15    | Deportes Melipilla   |
| Bandera de Chile | Felipe Reynero            | 14    | Magallanes           |
| Bandera de Chile | Nino Rojas                | 13    | Iberia               |
| Bandera de Chile | Ronald Salazar            | 10    | Deportes Ovalle      |
| Bandera de Chile | Paulo Cárdenas            | 10    | Trasandino           |
| Bandera de Chile | Junior Fernandes          | 10    | Magallanes           |
| Bandera de Chile | Jonathan Figueroa         | 9     | Trasandino           |
| Bandera de Chile | Isaac Silva               | 9     | Colchagua            |
| Bandera de Chile | Claudio Díaz              | 8     | Barnechea            |
| Bandera de Chile | Francisco Muñoz           | 8     | Barnechea            |
| Bandera de Chile | Cristian Morales González | 8     | Municipal Mejillones |
| Bandera de Chile | Gabriel Pardo             | 8     | Deportes Quilicura   |
| Bandera de Chile | Isaac Díaz                | 8     | Trasandino           |
| Bandera de Chile | Eduardo Monroy            | 7     | Linares Unido        |
| Bandera de Chile | Diego Vallejos            | 7     | Linares Unido        |
| Bandera de Chile | Nicolás Bernal            | 7     | Iberia               |
| Bandera de Chile | Camilo Aretxabala         | 7     | Municipal La Pintana |
| Bandera de Chile | Patricio Rubio            | 6     | Iberia               |
| Bandera de Chile | Franco Segovia            | 6     | Magallanes           |
| Bandera de Chile | Jorge Guillén             | 6     | Municipal Mejillones |
| Bandera de Chile | Ismael Almendares         | 6     | Municipal Mejillones |
| Bandera de Chile | Victor Cárcamo            | 6     | Deportes Quilicura   |
| Bandera de Chile | Francisco Román           | 5     | Deportes Temuco      |
| Bandera de Chile | Jacob Ávila               | 5     | Trasandino           |
| Bandera de Chile | Sebastián Vega            | 5     | Municipal Mejillones |
| Bandera de Chile | Jorge Maldonado           | 5     | Municipal La Pintana |
| Bandera de Chile | Gonzalo Espinoza          | 5     | Barnechea            |